# چره (رودبار)
چره ، روستایی از توابع بخش رحمت‌آباد و بلوکات شهرستان رودبار در استان گیلان ایران است.

## جمعیت
این روستا در دهستان دشتویل قرار دارد و براساس سرشماری عمومی نفوس  مسکن ایران دارای جمعیت ۸۹۸ نفر و تعداد خانوار آن ۲۳۲ می‌باشد. این روستا یکی از بزرگترین روستاهای شهرستان رودبار به‌شمار می‌آید.